# Ursula Kramer
Ursula Kramer (* 1960 in Darmstadt) ist eine deutsche Musikwissenschaftlerin. Sie lehrt seit 2001 an der Universität Mainz, seit 2007 als Professorin.

## Werdegang
Kramer studierte von 1980 bis 1987 Musikwissenschaft, Germanistik, Anglistik und Romanistik sowie Schulmusik in Mainz. Bis 1986 war sie Stipendiatin der Studienstiftung des deutschen Volkes. 1987 absolvierte sie das Erste Staatsexamen in Schulmusik und erwarb den Magister Artium in Musikwissenschaft. Darüber hinaus studierte sie Fagott. 1992 wurde sie mit der Arbeit Richtiges Licht und gehörige Perspektive. Studien zur Funktion des Orchesters in der Oper des 19. Jahrhunderts in Musikwissenschaft promoviert. Von 1991 bis 1995 wirkte sie am Staatstheater Mainz als Musikdramaturgin und von 1992 bis 1995 als Orchestergeschäftsführerin und persönliche Referentin des Generalmusikdirektors Peter Erckens (1953–2001). Von 1995 bis 2001 war Kramer Hochschulassistentin und schloss 2001 ihre Habilitation ab.

## Schriften (Auswahl)
- Richtiges Licht und gehörige Perspektive – Studien zur Funktion des Orchesters in der Oper des 19. Jahrhunderts (= Mainzer Studien zur Musikwissenschaft. Band 28). Tutzing 1992 (Dissertation).
- Studien zur Geschichte der Bläserkammermusik von den Anfängen des 19. Jahrhunderts bis zum Zweiten Weltkrieg. Mainz 2000 (Habilitationsschrift, nicht publiziert).
- Goethe e lo Sturm und Drang. Como 2003.
- Schauspielmusik am Hoftheater in Darmstadt 1810–1918. Spiel-Arten einer selbstverständlichen Theaterpraxis. Mainz 2008.
- (Hrsg.): ,Theater‘ mit ,Musik‘. 400 Jahre Schauspielmusik im europäischen Theater. Bedingungen – Strategien – Wahrnehmungen. Bielefeld 2014.